# توهاتچی (نیومکزیکو)
توهاتچی (به انگلیسی: Tohatchi) یک منطقهٔ مسکونی در ایالات متحده آمریکا است که در شهرستان مک‌کینلی واقع شده‌است. توهاتچی ۱۶٫۳ کیلومتر مربع مساحت و ۱٬۰۳۷ نفر جمعیت دارد و ۱٬۹۶۵ متر بالاتر از سطح دریا واقع شده‌است.